# Abundance
Abundance är en fackbok av Ezra Klein och Derek Thompson, utgiven av Avid Reader Press i mars 2025. Boken undersöker orsakerna bakom bristen på framsteg med ambitiösa projekt i USA, inklusive de som rör billiga bostäder, infrastruktur och klimatförändringar. Den blev en New York Times bästsäljare.
Klein och Thompson menar att regelverket i många liberala städer, även om det är välmenande, hämmar utvecklingen. De skriver att amerikanska liberaler har varit mer angelägna om att blockera dålig ekonomisk utveckling än att främja god utveckling sedan 1970-talet. De säger att demokraterna har fokuserat på processen snarare än resultaten och föredragit stagnation framför tillväxt genom att stödja detaljplanering, utveckla strikta miljölagar och knyta dyra krav till offentliga infrastrukturutgifter.
Klein och Thompson föreslår en överflödsagenda som de säger bättre hanterar avvägningarna mellan regleringar och sociala framsteg. De menar också att Amerika sitter fast mellan en progressiv rörelse som är för rädd för tillväxt och en konservativ rörelse som är allergisk mot statliga ingripanden. De presenterar överflödsagendan både som ett alternativ till den tredje vägen och som ett sätt att initiera nya ekonomiska förhållanden som kommer att minska attraktionskraften hos den "socialistiska vänstern" och den "populistiskt auktoritära högern".
Boken fick ett blandat mottagande från kritikerna. Kritiker berömde omfattningen och tydligheten i de presenterade idéerna, medan vissa ansåg att boken påpekade problem utan att identifiera realistiska lösningar.

## Bakgrund
Vid tidpunkten för bokens publicering arbetade Ezra Klein som krönikör för The New York Times, medan Derek Thompson hade en position som skribent för The Atlantic. Boken har sitt ursprung i en essä publicerad av Thompson i The Atlantic i januari 2022. I en intervju berättade de två författarna om sina olika perspektiv på att skriva boken Abundance. Thompson uppgav att han kände sig "mer bekväm med att börja med ekonomi eller teknologi", medan Klein framförde en synpunkt "med kunskap om modern politik och politisk historia".

## Mottagning
Aggregatorn Book Marks klassificerade det kritiska mottagandet av Abundance som blandat, med två lysande recensioner, en positiv recension, tre blandade recensioner och en negativ recension.
Bland de lysande recensionerna berömde Henry Grabar från Slate boken för att vara "obehindrad i att syntetisera goda idéer". Han skrev att Klein och Thompson presenterar en grundläggande vision om en "liberalism som bygger", som skulle kunna fungera som en proaktiv lösning på stagnation av liberal samhällsstyrning, särskilt i blå stater. Grabar noterade dock också att författarna ger anmärkningsvärt lite kritik av Trump-administrationen I en annan positiv recension beskrev Benjamin Wallace-Wells från The New Yorker Abundance som en "rättvis bok" som "erkänner några av de avvägningar som följer med att omforma regeringen för dynamik".
| Offentliggörande                                                           | Recensentens namn      | Recension | Ref.   |
| -------------------------------------------------------------------------- | ---------------------- | --------- | ------ |
| Skiffer                                                                    | Henry Grabar           | Strålande | [ 8 ]  |
| Kirkus-recensioner                                                         | Anonym                 | Strålande | [ 9 ]  |
| The New Yorker                                                             | Benjamin Wallace-Wells | Positiv   | [ 10 ] |
| New York Times bokrecension                                                | Samuel Moyn            | Blandad   | [ 1 ]  |
| Vox                                                                        | Eric Levitz            | Blandad   | [ 2 ]  |
| The Guardian                                                               | Noah Kazis             | Blandad   | [ 11 ] |
| Wall Street Journal                                                        | Barton Swaim           | Panorera  | [ 12 ] |
| Recensionstyper hämtade från Book Marks, en sammanställare av recensioner. |                        |           |        |

Samuel Moyn, som skrev för The New York Times, gav en blandad recension. Han ifrågasatte de potentiella konsekvenserna av en överflödsdriven agenda och undrade om den skulle kunna förstärka en konsumtionskultur som ett primärt mål. Han kritiserade också författarnas synpunkt och sa att den ibland lät "som uppdraget från ett fåtal elitfinans- och teknikexperter i två eller tre kuststäder". Eric Levitz från Vox gav också en blandad recension. Han noterade en klyfta mellan författarnas förslag och det politiska klimatet vid tidpunkten för bokens publicering. Enligt Levitz gjorde angelägna frågor som utrensningen av den federala regeringen och undergrävandet av domstolsbeslut att författarnas fokus på specifika regleringsfrågor, som förortsbostadslagar, verkade jämförelsevis obetydligt. Han kritiserade vidare författarnas undvikelse att tydligt ta upp avvägningarna mellan deras politiska förslag och traditionell progressiv ideologi.
På liknande sätt påpekade Noah Kazis från The Guardian att boken undviker att ta itu med de mer utmanande frågorna direkt genom att inte specificera vilka processuella hinder som bör åtgärdas. Kazis berömde dock boken för dess "tydlighet, tillgänglighet och noggrannhet". I en negativ recension för The Wall Street Journal kritiserade Barton Swaim författarna för att verka avfärdande mot amerikansk konservatism. Han menade också att Kleins och Thompsons idéer verkade vara frikopplade från vardagslivets och vanliga människors verklighet.
I Washington Monthly var Zephyr Teachout kritisk till författarnas fokus på att återkalla detaljplaneringar, särskilt deras stöd för att reformera National Institutes of Health (NIH) och National Environmental Policy Act (NEPA), som ett sätt att öka bostadsutbudet, och hävdade att det sannolikt inte skulle ha någon inverkan. Hon sa att författarna var oklara angående detaljerna i sådana reformer, samt att de främst centrerade sina argument på ett fåtal stora amerikanska städer, samtidigt som de underskattade de negativa effekterna av monopolisering i den amerikanska ekonomin i stort. Hon uttryckte oro för att det skulle kunna användas i stil med avreglering som förknippas med Ronald Reagan. I New Republic hävdade Julian E. Zelizer att boken kretsade kring två teman: politik och politik. På den politiska sidan ansåg Zelizer att Klein och Thompson presenterade ett övertygande argument för att undanröjande av ineffektiva statliga metoder borde prioriteras för att förnya liberalismen. Zelizer var dock inte övertygad på den politiska sidan genom att ifrågasätta om det finns en politisk väljargrupp och föreslog att institutionell reform bara är en del av lösningen.

### Relaterade rörelser
- Avreglering – Ta bort eller minska statliga regleringar
- Georgism – Ekonomisk filosofi centrerad kring gemensamt ägande av mark
- Nyurbanism – Stadsdesignrörelse som främjar hållbar markanvändning
- Utbudsprogressivism – Politisk ideologi som betonar ökat utbud av viktiga varor och tjänster

### Andra
- Stadsplanering